# Albert (Manitoba)
Pour les articles homonymes, voir Albert.
Albert est une municipalité rurale du Manitoba au Canada. Elle est située au sud-ouest de la province, à la frontière de la Saskatchewan. L'agriculture est la principale activité économique. Au recensement de 2006, on y a dénombré une population de 339 habitants.

## Histoire
Nommée en l'honneur d'Albert Édouard, prince de Galles, futur Édouard VII, Albert fut incorporée le 1er décembre 1905.

## Démographie
Au recensement de 2006, sa population s'établissait à 339 habitants, alors qu'elle était de 382 en 2001. Cette baisse de population plus ou moins importante est due à l'exode rural, un phénomène bien présent dans la plupart des municipalités du Manitoba.
| 2001 | 2006 | 2011 | 2016 |
| ---- | ---- | ---- | ---- |
| 382  | 339  | 323  | 270  |

## Territoire
Sa superficie est de 769,55 km2, ce qui en fait une municipalité très étendue malgré sa faible population.

### Communautés
- Bede
- Bernice
- Broomhill
- Tilston